# مارک اروین
مارک اروین (انگلیسی: Mark Irwin؛ زادهٔ ۷ اوت ۱۹۵۰) فیلم‌بردار اهل کانادا است. وی از سال ۱۹۷۴ میلادی تاکنون مشغول فعالیت بوده‌است.
وی در تورنتو زاده شد و در دانشگاه واترلو علوم سیاسی و در دانشگاه یورک (کانادا) فیلمسازی خواند.
اروین برای فیلم‌های اولیه دیوید کراننبرگ مانند دسته سریع، اسکنرها، ویدئودروم، منطقه مرده و مگس مشهور است. او همچنین با کارگردانان متعدد دیگری مانند تاد فلیپس، وس کریون و برادران فارلی به‌طور گسترده همکاری کرده‌است.

## فیلم‌شناسی
- دسته سریع (۱۹۷۹)
- فرزندان (۱۹۷۹)
- اسکنرها (۱۹۸۱)
- ویدئودروم (۱۹۸۳)
- منطقه مرده (۱۹۸۳)
- مگس (۱۹۸۶)
- من در صلح آمده‌ام(۱۹۹۰)
- پلیس آهنی ۲ (۱۹۹۰)
- مبارزه کوچکی در توکیو (۱۹۹۱)
- مسافر ۵۷ (۱۹۹۲)
- احمق و احمق‌تر (۱۹۹۴)
- خون‌آشام در بروکلین (۱۹۹۵)
- جیغ (۱۹۹۶)
- من، خودم و آیرین (۲۰۰۰)
- سفر جاده‌ای (۲۰۰۰)
- پای آمریکایی ۲ (۲۰۰۱)
- فیلم ترسناک ۳ (۲۰۰۳)
- خانه مامان بزرگ ۲ (۲۰۰۶)